# Démographie du Gers
La démographie du Gers est caractérisée par une très faible densité, une population quasiment stable depuis les années 1920.
Avec ses 192 649 habitants en 2022, le département français du Gers se situe en 89e position sur le plan national.
En six ans, de 2015 à 2021, sa population s'est accrue de près de 1 600 unités, c'est-à-dire de plus ou moins 300 personnes par an. Mais cette variation est différenciée selon les 461 communes que comporte le département.
La densité de population du Gers, 30,8 habitants par kilomètre carré en 2022, est trois fois inférieure à celle de la France entière qui est de 107,1 hab./km2 pour la même année.

## Évolution démographique du département du Gers
Le département a été créé par décret du 4 mars 1790. Il comporte alors six districts (Auch, Lectoure, Condom, Nogaro, L'Isle-Jourdain, Mirande). Le premier recensement sera réalisé en 1791 et ce dénombrement, reconduit tous les cinq ans à partir de 1821, permettra de connaître plus précisément l'évolution des territoires.
Avec 312 160 habitants en 1831, le département représente 0,96 % de la population française, qui est alors de 32 569 000 habitants. De 1831 à 1866, il perd 16 468 habitants, soit une baisse de -0,15 % en moyenne annuelle, contre un taux d'accroissement national de 0,48 % sur cette même période.
La baisse se poursuit entre la Guerre franco-prussienne de 1870 et la Première Guerre mondiale avec une perte de 62 723 habitants, soit -22,3 % alors que la population croît de 10 % au niveau national. La population poursuit sa baisse de 1,1 % pour la période de l'entre-deux guerres courant de 1921 à 1936, parallèlement à une croissance au niveau national de 6,9 %.
Le Gers ne connaît pas d'essor démographique après la Seconde Guerre mondiale. 
En 2022, le département comptait 192 649 habitants, en évolution de +1,04 % par rapport à 2016 (France hors Mayotte : +2,11 %).
| 1791 | 1801    | 1806    | 1821    | 1826    | 1831    | 1836    | 1841    | 1846    |
| ---- | ------- | ------- | ------- | ------- | ------- | ------- | ------- | ------- |
| -    | 257 609 | 287 021 | 301 336 | 307 601 | 312 160 | 312 882 | 311 447 | 314 885 |

| 1851    | 1856    | 1861    | 1866    | 1872    | 1876    | 1881    | 1886    | 1891    |
| ------- | ------- | ------- | ------- | ------- | ------- | ------- | ------- | ------- |
| 307 479 | 304 497 | 298 931 | 295 692 | 284 717 | 283 546 | 281 532 | 274 391 | 261 084 |

| 1896    | 1901    | 1906    | 1911    | 1921    | 1926    | 1931    | 1936    | 1946    |
| ------- | ------- | ------- | ------- | ------- | ------- | ------- | ------- | ------- |
| 250 472 | 238 448 | 231 088 | 221 994 | 194 406 | 196 419 | 193 134 | 192 451 | 190 431 |

| 1954    | 1962    | 1968    | 1975    | 1982    | 1990    | 1999    | 2006    | 2011    |
| ------- | ------- | ------- | ------- | ------- | ------- | ------- | ------- | ------- |
| 185 111 | 182 264 | 181 577 | 175 366 | 174 154 | 174 587 | 172 335 | 181 375 | 188 893 |

| 2016    | 2021    | 2022    | - | - | - | - | - | - |
| ------- | ------- | ------- | - | - | - | - | - | - |
| 190 664 | 192 437 | 192 649 | - | - | - | - | - | - |

## Population par divisions administratives

### Arrondissements
Le département du Gers comporte trois arrondissements. La population se concentre principalement sur l'arrondissement d'Auch, qui recense 44 % de la population totale du département en 2022, avec une densité de 43,7 hab./km2, contre 35 % pour l'arrondissement de Condom et 21 % pour celui de Mirande.
| Arrondissement  | Population(2022) | Variation(2022/2016)                       | Superficie(km2) | Densité(hab./km2) |
| --------------- | ---------------- | ------------------------------------------ | --------------- | ----------------- |
| Auch            | 84 144           | en évolution de +3,57 % par rapport à 2016 | 1 923,5         | 43,7              |
| Condom          | 67 301           | en évolution de +0,24 % par rapport à 2016 | 2 462,2         | 27,3              |
| Mirande         | 41 204           | en évolution de −2,56 % par rapport à 2016 | 1 871,2         | 22                |
| Source : Insee. |                  |                                            |                 |                   |

### Communes de plus de2 000 habitants
Sur les 461 communes que comprend le département du Gers, quatorze ont en 2021 une population municipale supérieure à 2 000 habitants, quatre ont plus de 5 000 habitants et une a plus de 10 000 habitants : Auch.
Les évolutions respectives des communes de plus de 2 000 habitants sont présentées dans le tableau ci-après.
| Commune         | Population(2022) | Variation(2022/2016)                        | Superficie(km2) | Densité(hab./km2) |
| --------------- | ---------------- | ------------------------------------------- | --------------- | ----------------- |
| Auch            | 22 825           | en évolution de +5,58 % par rapport à 2016  | 72,48           | 314,9             |
| L'Isle-Jourdain | 9 499            | en évolution de +8,82 % par rapport à 2016  | 70,48           | 134,8             |
| Condom          | 6 454            | en évolution de −1,53 % par rapport à 2016  | 97,37           | 66,3              |
| Fleurance       | 6 130            | en évolution de +0,48 % par rapport à 2016  | 43,32           | 141,5             |
| Eauze           | 4 060            | en évolution de +4,26 % par rapport à 2016  | 69,86           | 58,1              |
| Lectoure        | 3 685            | en évolution de +0,6 % par rapport à 2016   | 84,93           | 43,4              |
| Vic-Fezensac    | 3 578            | en évolution de +3,17 % par rapport à 2016  | 53,94           | 66,3              |
| Mirande         | 3 442            | en évolution de −1,18 % par rapport à 2016  | 23,42           | 147               |
| Gimont          | 3 110            | en évolution de +4,05 % par rapport à 2016  | 27,58           | 112,8             |
| Pavie           | 2 540            | en évolution de +2,38 % par rapport à 2016  | 24,67           | 103               |
| Samatan         | 2 478            | en évolution de +4,21 % par rapport à 2016  | 33,53           | 73,9              |
| Mauvezin        | 2 275            | en évolution de +5,42 % par rapport à 2016  | 32,18           | 70,7              |
| Nogaro          | 2 226            | en évolution de +11,47 % par rapport à 2016 | 11,06           | 201,3             |
| Lombez          | 2 188            | en évolution de +3,75 % par rapport à 2016  | 19,55           | 111,9             |
| Source : Insee. |                  |                                             |                 |                   |

## Structures des variations de population

### Soldes naturels et migratoires depuis 1968
La variation moyenne annuelle est négative depuis les années 1970 jusqu'à la période 1999-2010 où elle redevient positive, passant de −0,1 à 0,8 % avant de redescendre à 0,1 % sur la période actuelle.
Le solde naturel annuel qui est la différence entre le nombre de naissances et le nombre de décès enregistrés au cours d'une même année, a baissé, passant de −0,1 à −0,5 %. 
La baisse du taux de natalité, qui passe de 12,2 à 7,6 ‰, n'est en fait pas compensée par une baisse suffisante du taux de mortalité, qui parallèlement passe de 13,3 à 12,8 ‰.
Le flux migratoire devient positif sur la fin de la période courant de 1968 à 2021. Le taux annuel croît, passant de −0,4 à 0,7 %. 
| Indicateurs démographiques                       | 1968 à1975 | 1975 à1982 | 1982 à1990 | 1990 à1999 | 1999 à2010 | 2010 à2015 | 2015 à2021 |
| ------------------------------------------------ | ---------- | ---------- | ---------- | ---------- | ---------- | ---------- | ---------- |
| Variation annuelle moyenne de la population en % | -0,5       | -0,1       | 0,0        | -0,1       | 0,8        | 0,3        | 0,1        |
| - due au solde naturel en %                      | -0,1       | -0,3       | -0,3       | -0,3       | -0,3       | -0,3       | -0,5       |
| - due au solde apparent des entrées sorties en % | -0,4       | 0,2        | 0,3        | 0,2        | 1,1        | 0,6        | 0,7        |
| Taux de natalité en ‰                            | 12,2       | 9,5        | 9,5        | 9,0        | 9,1        | 8,7        | 7,6        |
| Taux de mortalité en ‰                           | 13,3       | 12,8       | 12,6       | 12,2       | 11,8       | 11,8       | 12,8       |
| Source : Insee.                                  |            |            |            |            |            |            |            |

### Mouvements naturels sur la période 2014-2022
En 2014, 1 643 naissances ont été dénombrées contre 2 239 décès. Le nombre annuel des naissances a diminué depuis cette date, passant à 1 471 en 2022, indépendamment à une augmentation, mais relativement faible, du nombre de décès, avec 2 648 en 2022. Le solde naturel est ainsi négatif et diminue, passant de -596 à −1 177.
Pour des raisons techniques, il est temporairement impossible d'afficher le graphique qui aurait dû être présenté ici.

## Densité de population
La densité de population est stable depuis 1968, en cohérence avec la stabilité de la population.
En 2021, la densité était de 30,8 hab./km2.
| 1968 |  | 29.0 |  |

| 1975 |  | 28.0 |  |

| 1982 |  | 27.8 |  |

| 1990 |  | 27.9 |  |

| 1999 |  | 27.5 |  |

| 2010 |  | 30.1 |  |

| 2015 |  | 30.5 |  |

| 2021 |  | 30.8 |  |

## Répartition par sexes et tranches d'âges
La population du département est plus âgée qu'au niveau national.
En 2021, le taux de personnes d'un âge inférieur à 30 ans s'élève à 27,3 %, soit en dessous de la moyenne nationale (35,1 %). À l'inverse, le taux de personnes d'âge supérieur à 60 ans est de 36 % la même année, alors qu'il est de 26,6 % au niveau national.
En 2021, le département comptait 93 845 hommes pour 98 592 femmes, soit un taux de 51,23 % de femmes, légèrement inférieur au taux national (51,61 %).
Les pyramides des âges du département et de la France s'établissent comme suit.
| Hommes | Classe d’âge | Femmes |
| ------ | ------------ | ------ |
| 1,4    | 90 ou +      | 2,9    |
| 10,6   | 75-89 ans    | 13     |
| 22,1   | 60-74 ans    | 21,9   |
| 21,5   | 45-59 ans    | 21,2   |
| 15,3   | 30-44 ans    | 15,4   |
| 13,5   | 15-29 ans    | 11,6   |
| 15,6   | 0-14 ans     | 13,9   |

| Hommes | Classe d’âge | Femmes |
| ------ | ------------ | ------ |
| 0,7    | 90 ou +      | 1,9    |
| 7,0    | 75-89 ans    | 9,5    |
| 16,6   | 60-74 ans    | 17,5   |
| 20,0   | 45-59 ans    | 19,5   |
| 18,8   | 30-44 ans    | 18,3   |
| 18,3   | 15-29 ans    | 16,7   |
| 18,6   | 0-14 ans     | 16,7   |

## Répartition par catégories socioprofessionnelles
La catégorie socioprofessionnelle des retraités est surreprésentée par rapport au niveau national. Avec 35,4 % en 2021, elle est 8,6 points au-dessus du taux national (26,8 %). La catégorie socioprofessionnelle des cadres et professions intellectuelles supérieures est quant à elle sous-représentée par rapport au niveau national. Avec 6,1 % en 2021, elle est 4 points en dessous du taux national (10,1 %).
| Catégorie socioprofessionnelle                    | 2015    | 2015 | 2021    | 2021 | Détails de l'année 2021 | Détails de l'année 2021 | Détails de l'année 2021            | Détails de l'année 2021            | Détails de l'année 2021            |
| Catégorie socioprofessionnelle                    | Nb      | %    | Nb      | %    | Hommes                  | Femmes                  | Part en % de la population âgée de | Part en % de la population âgée de | Part en % de la population âgée de |
| Catégorie socioprofessionnelle                    | Nb      | %    | Nb      | %    | Hommes                  | Femmes                  | 15 à 24 ans                        | 25 à 54 ans                        | 55 ans ou +                        |
| ------------------------------------------------- | ------- | ---- | ------- | ---- | ----------------------- | ----------------------- | ---------------------------------- | ---------------------------------- | ---------------------------------- |
| Agriculteurs exploitants                          | 6 029   | 3,7  | 5 159   | 3,1  | 3 779                   | 1 380                   | 0,4                                | 4,6                                | 2,6                                |
| Artisans, commerçants, chefs d'entreprise         | 7 449   | 4,6  | 7 638   | 4,6  | 5 325                   | 2 313                   | 1,0                                | 7,8                                | 3,0                                |
| Cadres et professions intellectuelles supérieures | 9 047   | 5,6  | 10 083  | 6,1  | 5 666                   | 4 417                   | 0,7                                | 11,5                               | 3,2                                |
| Professions intermédiaires                        | 19 548  | 12,1 | 20 226  | 12,3 | 8 785                   | 11 441                  | 8,4                                | 23,7                               | 4,5                                |
| Employés                                          | 23 203  | 14,4 | 23 025  | 14,0 | 5 162                   | 17 863                  | 14,1                               | 24,3                               | 6,2                                |
| Ouvriers                                          | 19 044  | 11,8 | 18 703  | 11,4 | 14 981                  | 3 722                   | 15,8                               | 19,4                               | 4,4                                |
| Retraités                                         | 57 415  | 35,6 | 58 237  | 35,4 | 27 305                  | 30 932                  | 0,0                                | 0,3                                | 68,9                               |
| Autres personnes sans activité professionnelle    | 19 558  | 12,1 | 21 602  | 13,1 | 8 871                   | 12 731                  | 59,6                               | 8,5                                | 7,2                                |
| Ensemble                                          | 161 294 | 100  | 164 674 | 100  | 79 873                  | 84 801                  | 100                                | 100                                | 100                                |
| Sources : Insee,.                                 |         |      |         |      |                         |                         |                                    |                                    |                                    |